# Charles Fawcett
Charles Fernley Fawcett (né le 2 décembre 1915 à Waleska, État de Géorgie, mort le 3 février 2008 à Londres) est un acteur américain.

## Biographie
Orphelin à six ans, il est élevé par ses tantes à Greenville (Caroline du Sud). Après des problèmes et des années de travail à bord de bateaux à vapeur, il arrive en 1937, après un bref passage à New York, à Washington DC, où un cousin est assistant du Postmaster General des États-Unis, avant de s'installer en France la même année. Il gagne sa vie comme modèle artistique ou lutteur.
Au début de la Seconde Guerre mondiale, il tente de s'engager avec l'espionnage américain, en vain. En Afrique du Nord à côté des Forces françaises libres, il rencontre Varian Fry. Il participe au sauvetage des Juifs comme en se faisant passer durant trois mois pour le mari de six femmes juives auparavant emprisonnées dans des camps de concentration, leur permettant de quitter la France avec un visa américain. Il quitte la France après avoir été prévenu que la Gestapo allait l'arrêter dans quelques heures. Par la suite, il sert dans la Royal Air Force puis dans la Légion étrangère.
Après avoir participé à la guerre civile grecque, il commence une nouvelle carrière d'acteur de 1949 à 1968. Durant ces années, il vit principalement en Italie, où il est connu comme le "maire de Via Veneto". Par ailleurs, il participe à des opérations humanitaires, comme aider les réfugiés de l'insurrection de Budapest ou libérer des prisonniers au Congo belge.
En 1979, il part en Afghanistan, pour assister à la formation des moudjahidines à se battre contre l'Armée rouge. Le film qu'il réalise convainc d'une aide américaine.
Après la mort de sa première épouse en 1956, il se marie avec April Ducksbury, sa partenaire depuis trente ans, en 1991 à Londres.
En 2006, il est honoré à la commémoration annuelle britannique sur l'holocauste en présence du Premier Ministre Tony Blair. Il est proposé, ainsi que d'autres compagnons de Varian Fry, au titre de Juste parmi les nations.

## Filmographie partielle
- 1949 : Hans le marin
- 1950 : Le Grand Rendez-vous
- 1950 : Casimir
- 1950 : Souvenirs perdus
- 1951 : L'Inconnue de Montréal
- 1951 : La Taverne de la Nouvelle-Orléans
- 1951 : Ils étaient cinq
- 1952 : Prisonnière des ténèbres (La cieca di Sorrento) de Giacomo Gentilomo
- 1952 : Aventure à Rome (When in Rome) de Clarence Brown
- 1952 : La Putain respectueuse
- 1952 : Histoires interdites
- 1953 : Fermi tutti... arrivo io! de Sergio Grieco
- 1953 : Panique à Gibraltar
- 1953 : Les Infidèles
- 1953 : Prisonnière des ténèbres
- 1953 : Dans les faubourgs de la ville (Ai margini della metropoli) de Carlo Lizzani
- 1953 : Pattes de velours
- 1953 : Phryné, courtisane d'orient
- 1954 : Sabotages en mer
- 1954 : Ces voyous d'hommes
- 1954 : Pitié pour celle qui tombe
- 1954 : L'Amour viendra (it)
- 1954 : Un Américain à Rome (Un americano a Roma)
- 1954 : Les Deux Orphelines
- 1955 : La Vengeance du faucon d'or
- 1955 : Le Souffle de la liberté
- 1956 : Les Vampires
- 1956 : Guerre et Paix
- 1957 : Ombres sous la mer
- 1958 : La violetera
- 1958 : Cœurs brisés
- 1958 : La Blonde enjôleuse
- 1960 : Salammbô
- 1960 : Les Canailles
- 1961 : Le Rendez-vous de septembre
- 1961 : Barabbas
- 1962 : Maciste en enfer
- 1962 : C'est arrivé à Athènes (It Happened in Athens) d'Andrew Marton
- 1962 : La Bataille des Thermopyles
- 1963 : Sémiramis, déesse de l'Orient
- 1963 : Capitaine Sinbad
- 1964 : Meurtre par accident
- 1964 : Les Rayons de la mort du Dr Mabuse (Die Todesstrahlen des Dr. Mabuse)
- 1964 : Les Cavaliers rouges
- 1965 : La Case de l'oncle Tom
- 1965 : Mission dangereuse au Kurdistan (Durchs wilde Kurdistan) de  Franz Josef Gottlieb
- 1965 : Au royaume des lions d'argent (Im Reiche des silbernen Löwen)
- 1966 : La Pampa sauvage
- 1967 : Caccia ai violenti, de Nino Scolaro
- 1967 : Feuer frei auf Frankie (de)
- 1967 : Mister Dynamit – Morgen küßt Euch der Tod
- 1969 : La muchacha del Nilo de José María Elorrieta : Marco Alfieri
- 1971 : Le Virginien (TV) saison 9 épisode 21 (The Regimental Line) : Stage stop owner
- 1975 : Vertiges
- 1976 : Annie ou la Fin de l'innocence (La fine dell'innocenza)

### Crédit d'auteurs
- (de)/(en) Cet article est partiellement ou en totalité issu des articles intitulés en allemand « Charles Fawcett » (voir la liste des auteurs) et en anglais « Charles Fernley Fawcett » (voir la liste des auteurs).